# Поарта-Албе
Поарта-Албе (рум. Poarta Albă) — село у повіті Констанца в Румунії. Адміністративний центр комуни Поарта-Албе.
Село розташоване на відстані 184 км на схід від Бухареста, 19 км на захід від Констанци, 139 км на південь від Галаца.

## Населення
За даними перепису населення 2002 року у селі проживали 4306 осіб.
Національний склад населення села:
| Національність | Кількість осіб | Відсоток |
| -------------- | -------------- | -------- |
| румуни         | 4188           | 97,3%    |
| татари         | 57             | 1,3%     |
| турки          | 40             | 0,9%     |
| цигани         | 10             | 0,2%     |
| угорці         | 9              | 0,2%     |

Рідною мовою назвали:
| Мова      | Кількість осіб | Відсоток |
| --------- | -------------- | -------- |
| румунська | 4227           | 98,2%    |
| татарська | 42             | 1,0%     |
| турецька  | 30             | 0,7%     |